# أرييل غونزاليس
أرييل غونزاليس (بالإسبانية: Ariel González)‏ (22 أكتوبر 1974 في الأرجنتين - ) هو لاعب كرة قدم أرجنتيني في مركز الهجوم. لعب مع جيمناسيا لابلاتا ونادي أمريكا ونادي أونيفرسيداد ناسيونال ونادي سان لويس وأتلاتيكو إيرابواتو وتيبورونيس روخوس دي فيراكروز ونادي كيريتارو.

## وصلات خارجية
- أرييل غونزاليس على موقع قاعدة بيانات كرة القدم.إي يو (الإنجليزية)
- أرييل غونزاليس على موقع Soccerway.com (الإنجليزية)